# Melitta
Melitta Group (рус. Мелитта Груп) — немецкая компания, работающая в различных сферах бизнеса, основными направлениями деятельности которой являются производство и сбыт фирменных продуктов в области приготовления кофе (бытовые и профессиональные кофемашины, кофеварки, аксессуары) и чая, хранения и приготовления пищи, а также домашней уборки. Melitta Group является международным концерном с представительствами в странах Европы, Северной и Южной Америки, Японии и головным офисом в г. Миндене (Германия).
Возглавляют компанию, в штате которой более 3000 сотрудников, внуки основательницы — Мелитты Бенц.
С 1988 года концерну принадлежат торговые марки Melitta («Наслаждение кофе»), Cilia («Наслаждение чаем»), Toppits («Свежесть и вкус»), Swirl («Легкая уборка») и др.
С 1994 года Melitta работает в России, у компании есть офисы в Москве и Санкт-Петербурге.

## История создания
В 1908 году Мелитте Бенц, 35-летней домохозяйке из Дрездена, в голову пришла идея, как можно отделить кофейную гущу, остающуюся на дне кружки, при помощи бумажного фильтра. Она продырявила дно в латунной кастрюльке и положила туда промокательную бумагу из школьной тетради своего старшего сына — так был изобретен первый бумажный фильтр для кофе. Получив патент на изобретение первого кофейного фильтра и имея в кармане 72 германских пфеннига в качестве стартового капитала, Мелитта Бенц и её муж Хуго Бенц 15 декабря того же года зарегистрировали фирму «M. Bentz» в реестре торговых фирм Дрездена.

## История компании
Первая фабрика компании располагалась в квартире Бенцов в Дрездене на площади 8 м².

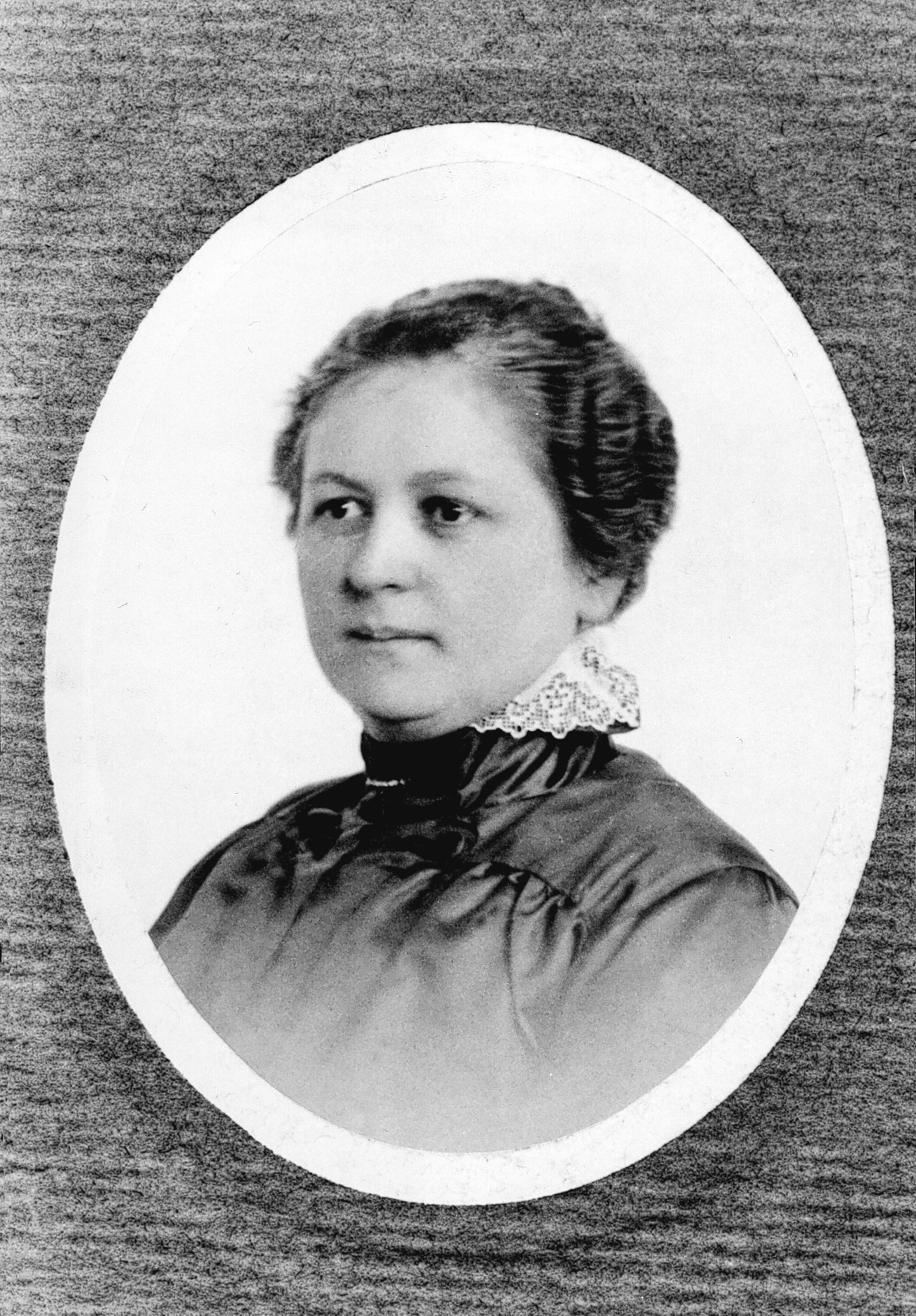
Основательница компании Мелитта Бенц

На Лейпцигской ярмарке 1909 г. Бенцы продали уже 1200 фильтров нового образца.
В 1910 г. на Дрезденской гигиенической выставке фирма представила фильтровальный аппарат собственного изобретения, вызвавший большой интерес. На Бенцев посыпались заказы со всей Германии, производство быстро пошло в гору.
В 1928 году фирма переехала в Минден, где и находится в настоящее время.
Изначально фильтры изготавливались из латуни, а в 1920-х и 1930-х годах они делались из алюминия и керамики и украшались. Наряду с ними использовались и круглые бумажные фильтры. К началу 40-х годов компания завоевала сегмент кофейных фильтров и фильтровальной бумаги в Германии и начала планомерную экспансию в другие страны.
С 1932 года у компании появился логотип. Он был усовершенствован в 1937 году — в первый и последний раз.
Во время Второй мировой войны Melitta пережила тяжелейшее время. Но компания выжила, и к 1950 году продажи кофейных аксессуаров снова выросли — от 0 до 4,7 миллиона немецких марок.
В 1950-х годах в Миндене был построен современный завод по производству кофейных фильтров. Покупатели получили возможность в течение четырех недель тестировать продукцию Melitta в рекламных целях: после этого срока нужно было заплатить за образец или вернуть его.

Параллельно с фильтрами компания Melitta стала производить кофеварки и кофемашины, сладости и фруктовые соки, фарфор и даже сигары — вещи, которые, по мнению тогдашнего главы компании Хорста Бенца, являлись компонентами «полного стола». Выпущенные миллионными тиражами, керамические чашки и фильтры Melitta пастельных оттенков сегодня стали объектами коллекционирования. 

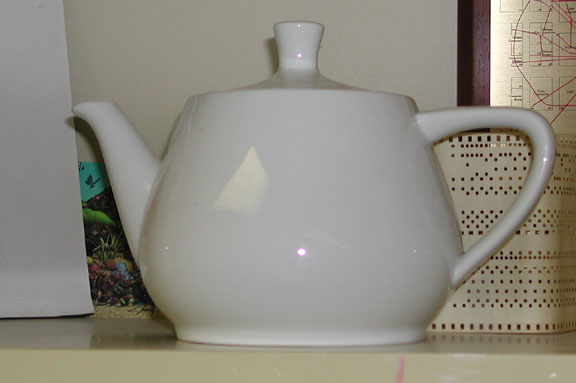
Этот чайник компании Melitta стал прототипом для знаменитого чайника из Юты.

Кроме того, компания запустила под своей маркой производство аксессуаров для дома — от губок для мытья посуды до пылесборников. Фирмы, выпускавшие эту продукцию, были приобретены и включены в Melitta Group. 
Каждый вид товаров был поддержан собственной рекламной кампанией. Так, в 1960 году во время рекламной кампании профессиональных кофемашин посетители немецких кафе бесплатно получили около двух миллионов чашек кофе.
С 1962 года Melitta стала предлагать покупателям и сам кофе — уже молотый и в вакуумной упаковке. Первоначально производство находилось в Миндене, а после приобретения кофеобжарочной фабрики в Бремене (в 1966 году) и кофейных плантаций в Бразилии компания стала крупнейшим из европейских производителей кофе.
К концу 70-х годов Melitta Group предоставляла 10 тысяч рабочих мест и объем мировых продаж более 1,6 миллиарда немецких марок.
Период безудержного роста быстро закончился, так как компания довольно быстро достигла мирового успеха. Теперь стратегией компании стала ориентированность на её лучшие и наиболее профессиональные достижения. Широкий ассортимент был сокращён, убыточные и неперспективные позиции выведены.

## Melitta Group сегодня

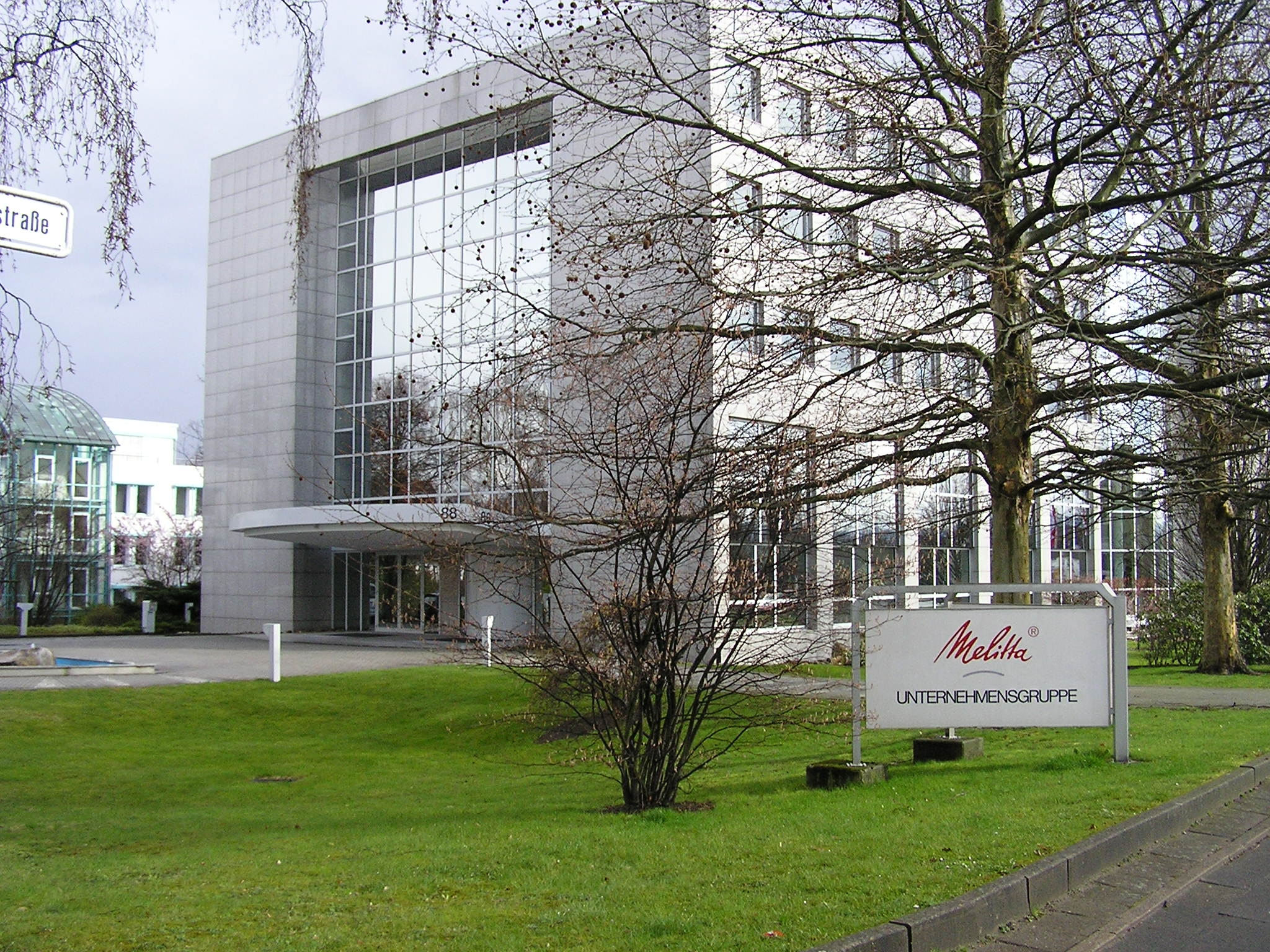
Главный офис компании в Миндене, Германия

Современный перечень товаров Melitta Group весьма разнообразен. Компания выпускает оборудование для бытового и промышленного приготовления кофе, фильтры для чая, несколько видов кофе и топпингов для него, товары для приготовления и хранения еды, пылесборники и аксессуары для пылесосов, мешки для мусора. Генеральными партнерами менеджмента холдинга являются два внука Мелитты Бенц. Сборка бытовых кофемашин Melitta в наше время осуществляется в Португалии. Профессиональная техника производится на собственном заводе компании в Швейцарии. Эти машины используют McDonald’s и IKEA, гостиницы Radisson и Park Hayatt, лондонский аэропорт Хитроу и многие другие компании.